# Рейнер Гамма

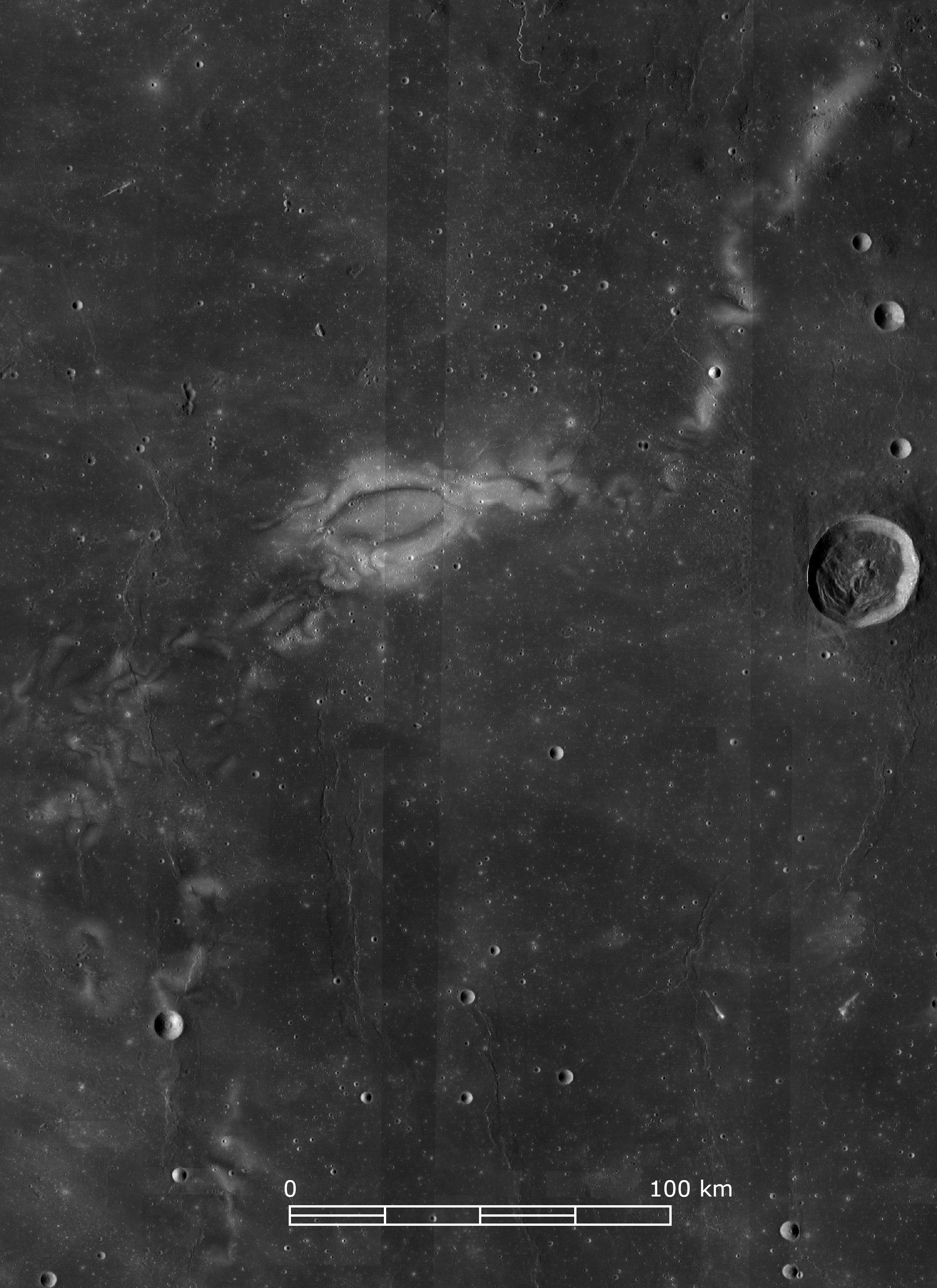
Изображение Рейнер Гамма, полученное широкоугольной камерой Лунного орбитального зонда

Рейнер Гамма (Рейнер γ) — деталь альбедо на поверхности Луны. Расположена в Океане Бурь, к западу от кратера Рейнер. Селенографические координаты центра Рейнер Гамма 7°30′ с. ш. 59°00′ з. д. / 7,500° с. ш. 59,000° з. д. Общий размер около 70 км. Эта структура имеет большее альбедо, чем относительно тёмная поверхность лунного моря, расплывчатый вид с характерными завихрениями и форму концентрических овалов. Связанные с ней детали альбедо простираются на восток и юго-запад, образуя петлеобразные узоры в лунном море.
До недавних пор происхождение Рейнер Гамма было загадкой. Исторически его не связывали ни с какими конкретными элементами на поверхности. Недавно схожие структуры были обнаружены орбитальными зондами в Море Мечты и Море Краевом. Структура в Море Мечты расположена в точке поверхности, диаметрально противоположной центру Моря Дождей. Аналогично, структура в Море Краевом противоположна центру Моря Восточного. Таким образом, учёные полагают, что происхождение этой структуры связано с сейсмической энергией столкновений, которые привели к образованию тех морей. Однако в точке, антиподальной Рейнер Гамма, нет подобного лунного моря (хотя крупный кратер Циолковский расположен в пределах одного своего диаметра от этого места).
Центральный элемент Рейнер Гамма напоминает рисунок линий силового поля, образуемый металлическими опилками на поверхности, под которой находится магнит. Низкоорбитальные космические аппараты зарегистрировали сравнительно сильное магнитное поле, связанное с каждой из этих деталей альбедо. Некоторые предположили, что это магнитное поле и эти узоры образовались от столкновений с кометами. Однако истинная причина остаётся неопределённой.
Сила магнитного поля Рейнер Гамма, измеренная на высоте 28 км, равна около 15 нТл. Это одна из сильнейших местных магнитных аномалий на Луне. Сила поля этой структуры на поверхности достаточна, чтобы образовать минимагнитосферу, простирающуюся по поверхности на 360 км, образуя область усиленной плазмы толщиной 300 км, в которой солнечный ветер обтекает это поле. Поскольку известно, что частицы солнечного ветра делают лунную поверхность темнее, магнитное поле в этом районе может быть причиной сохранения этой детали альбедо.
В ранних лунных картах Франческо Гримальди эта структура была неверно опознана как ударный кратер. Его коллега Джованни Риччоли затем назвал её Галилеус в честь Галилео Галилея. Позднее это имя перешло на северо-запад, на кратер Галилей.

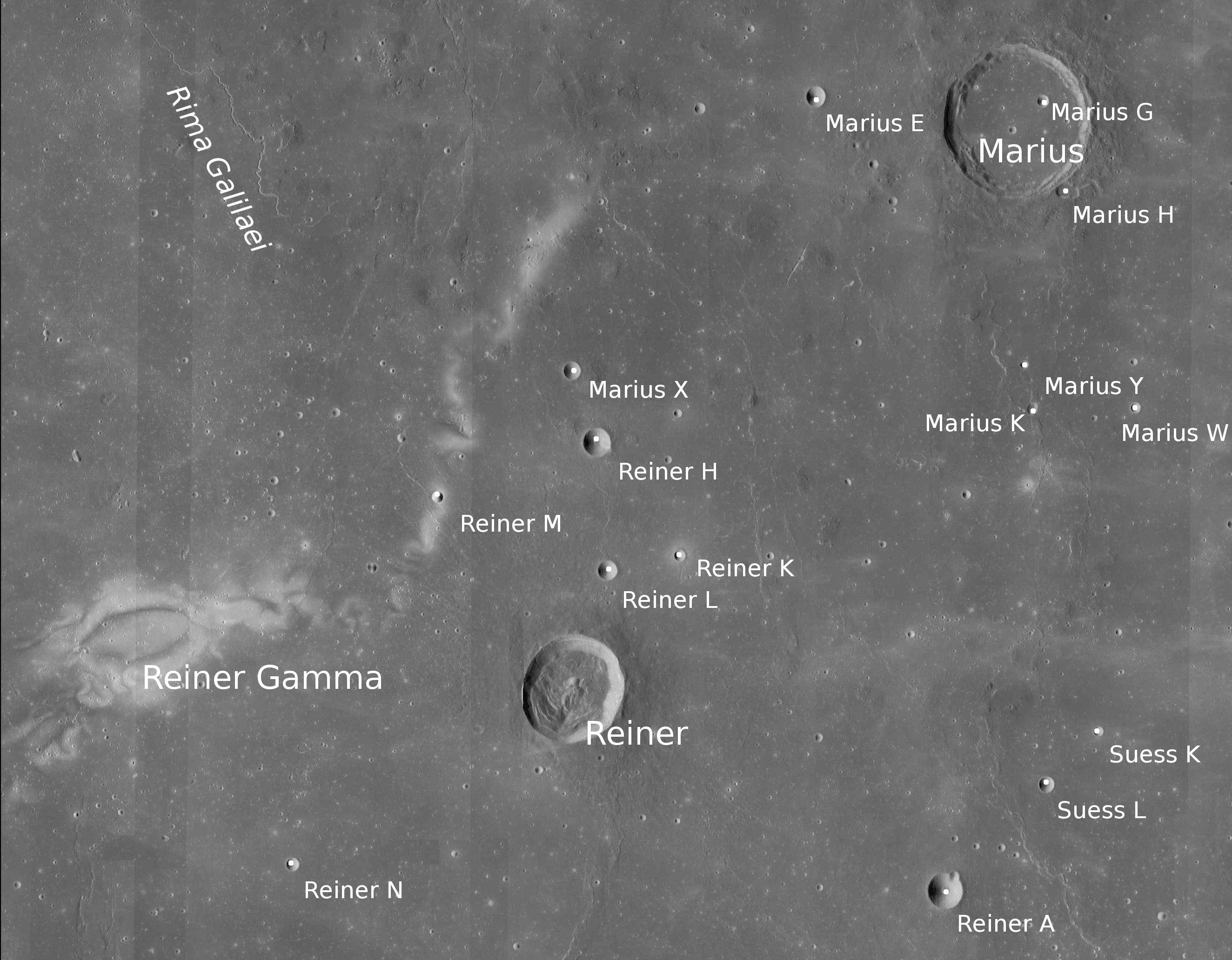
Район кратеров Рейнер и Мариус